# Astroeconomía

Capas de la atmósfera.

La astroeconomía es el campo de estudio de la ciencia económica que estudia la economía del espacio ultraterrestre (actividad económica situado más allá del espacio aéreo). Si bien algunos la denominan "Economía espacial", este término puede confundirse con el estudio de la dimensión geográfica espacial en la teoría económica. La astroeconomía estudia las actividades espaciales (astroeconomía descriptiva) y las implicaciones en la economía, integrando los conocimientos de la astronomía y la astrofísica. Dentro de su estudio se encuentra el sector espacial y la industria aeroespacial de la atmósfera superior y el espacio exterior (cislunar y celeste), y las implicaciones económicas de las actividades espaciales.

## Subcampos de la astroeconomía
- Astrofinanzas (termino equivalente en inglés a Space Finance).
- Economía de la actividad espacial.
  - Economía de la actividad espacial hacia el espacio ("Upstream").
  - Economía de la actividad espacial hacia el espacio ("Downstream").
- Astrocomercio (o Comercio espacial).
- Economía cislunar (cislunar: espacio y órbita entre la Tierra y la Luna).
- Economía de atmósfera superior.
- Exoeconomía.
  - Economía lunar.
  - Economía marciana.
- Economía de la sostenibilidad espacial.
- Economía de la frontera espacial (Investigación, desarrollo e innovación espacial).
- Economía del capital humano espacial.
- Economía de la infraestructura espacial.
- Economía de los recursos espaciales.
- Astrogeología económica (Economía de la exploración y explotación espacial).
- Economía de la regulación espacial.
- Economía política espacial.

Nota: En inglés se emplea el concepto de Space Economy, terminación que contendría a la Economía de la actividad espacial y a la Economía de la frontera espacial.

### Campos hipotéticos
- Economía interplanetaria.
- Astroeconomía Fundamental
  - Astromacroeconomía
  - Astromicroeconomía
- Astroeconofísica (o Economía astrofísica/ Economía y Astrofísica)
- Economía astronómica (meta-marco de subcampos descriptivos como la Economía de la actividad espacial.)

## Origen
- Preastroeconomía: La astronomía nace como una extensión al estudio espacial del espacio exterior en la Economía espacial (surge por los años 60s), analizando aspectos económicos de la exploración espacial.[5]

- Inicio de la Astronomía: La expansión de la industria espacial ha aumentado el interés en comprender la economía de la exploración espacial, por lo que las actividades espaciales tienen importantes implicaciones económicas.[5]

## Economía astronómica

### Sector espacial
El sector espacial  es el conjunto de empresas y organismos dedicados al fomento de programas de investigación y exploración espacial y aquellas agencias responsables de diseñar, ejecutar y mantener dichos programas, como la NASA y SpaceX en Estados Unidos, la ESA en Europa y Roskosmos en Rusia. 

### Industria aeroespacial
La industria aeroespacial es la industria que se ocupa del diseño, fabricación, comercialización y mantenimiento de aeronaves (aviones, helicópteros, vehículos aéreos no tripulados, misiles, etc.), naves espaciales y cohetes, así como de equipos específicos asociados (propulsión, sistemas de navegación, etc.). Es una de las actividades del sector económico de la industria aeronáutica, automovilística y espacial. Estos sectores están estrechamente ligados a las actividades de abastecimiento de materiales militares, y a su consiguiente uso con fines destructivos. La industria aeroespacial es la aplicación de las actividades de la aeronáutica a los vuelos al espacio exterior, cuya aplicación para la defensa tiene fines militares.
En la Unión Europea, las compañías Airbus, BAE Systems, Thales, Dassault, Saab y Leonardo representan una gran parte de la industria aeroespacial y esfuerzo de investigación, con la Agencia Espacial Europea como uno de los mayores consumidores de tecnología y productos aeroespaciales. En Rusia, las mayores compañías aeroespaciales son Oboronprom y la United Aircraft Corporation que engloban a Mikoyán, Sujói, Iliushin, Túpolev, Yakovlev y Beríyev.
En Estados Unidos, el Departamento de Defensa y la NASA son los mayores consumidores de tecnología y productos aeroespaciales. Mientras que las compañías Boeing, United Technologies Corporation, Arkab Inc, Lockheed Martin y SpaceX Se encuentran entre los fabricantes aeroespaciales con mayores capacidades y avances aeroespaciales.

### Exploración espacial
La exploración espacial designa los esfuerzos del ser humano en estudiar el espacio y sus astros desde el punto de vista científico y de su explotación económica. Estos esfuerzos pueden involucrar tanto seres humanos viajando en naves espaciales como satélites con recursos de telemetría o sondas teleguiadas enviadas a otros planetas (orbitando o aterrizando en la superficie de estos cuerpos celestes).
La ciencia que estudia los vuelos espaciales y la tecnología relacionada con ellos se denomina astronáutica. Las personas que pilotan naves espaciales, o son pasajeros en ellas, se llaman astronautas (en Rusia: cosmonautas; en China: taikonautas). Técnicamente se considera astronauta a todo aquel que emprenda un vuelo suborbital (sin entrar en órbita) u orbital a como mínimo 100 km de altitud (considerado el límite externo de la atmósfera).
El cielo siempre ha atraído la atención y los sueños del ser humano. Ya en 1634 se publicó la que se considera primera novela de ciencia ficción, Somnium, de Johannes Kepler, que narra un hipotético viaje a la Luna. Más tarde, en 1865, en una famosa obra de ficción titulada De la Tierra a la Luna, Julio Verne escribió sobre un grupo de hombres que viajó hasta la Luna usando un gigantesco cañón. En Francia, Georges Méliès, uno de los pioneros del cine, tomaba la novela de Verne para crear  Le voyage dans la Lune (1902), una de las primeras películas de ciencia ficción en la que describía un increíble viaje a la Luna. En obras como La guerra de los mundos (1898) y  El primer hombre en la Luna (1901), de H. G. Wells, también se concibieron ideas de exploración del espacio y de contacto con civilizaciones extraterrestres.

#### Exploración lunar
La exploración espacial de la Luna comenzó cuando Luna 2, una sonda espacial lanzada por la Unión Soviética, impactó en la superficie de la Luna el 14 de septiembre de 1959. Hasta entonces, el único medio de exploración disponible era la observación desde la Tierra. La invención del telescopio óptico supuso el primer salto de calidad en las observaciones lunares. Galileo Galilei es generalmente reconocido como la primera persona que utilizó un telescopio con fines astronómicos; habiendo fabricado su propio telescopio en 1609, las montañas y cráteres de la superficie lunar fueron algunas de sus primeras observaciones con él.
El programa Apolo de la NASA fue el único que consiguió hacer aterrizar seres humanos en la Luna, lo que hizo en seis ocasiones. El primer aterrizaje tuvo lugar en 1969, cuando dos astronautas del Apolo 11 colocaron instrumentos científicos y devolvieron muestras lunares a la Tierra, algunos de estos aparatos aún se encuentran en la luna y se prueba con ello que el alunizaje de 1969 fue un hecho real lejos de cualquier teoría de conspiración o postulados sin ninguna fundamentación científica.

### Fabricación espacial
Hay varias razones que apoyan la fabricación en el espacio:
- El entorno espacial, en particular los efectos de la microgravedad y el vacío, permiten investigar y producir bienes que de otro modo no podrían fabricarse en la Tierra.

- La extracción y el procesamiento de materias primas de otros Utilización de recursos in situ, podría permitir misiones de exploración espacial más sostenibles a un coste reducido en comparación con el lanzamiento de todos los recursos necesarios desde la Tierra.

- Las materias primas podrían transportarse a la órbita baja de la Tierra, donde podrían transformarse en productos que se envíen a la Tierra. Al sustituir la producción terrestre, se busca preservar la Tierra.

- Las materias primas de muy alto valor, por ejemplo el oro, la plata o el platino, podrían ser transportadas a la órbita baja de la Tierra para ser procesadas o transferidas a la Tierra, lo que se cree que tiene el potencial de ser económicamente viable.

### Tecnología espacial
Tecnología espacial es la tecnología en la que se cuenta la llegada al espacio, el uso y mantenimiento de diferentes sistemas (vitales, o de experimentación) durante la estancia en el espacio o vuelo espacial, y el retorno de las personas desde el espacio. 

### Turismo espacial
El turismo espacial es una modalidad de turismo que se realiza a más de 100 kilómetros de altura de la Tierra, lo que se considera la frontera del espacio.

## Astrogeología económica
Es el campo de estudio interdisciplinario de la astrogeología y la economía.

### Geología económica
La geología económica es la rama de la geología que estudia las rocas con el fin de encontrar depósitos minerales que puedan ser explotados con un beneficio práctico o económico. El geólogo económico se encarga de hacer todos los estudios necesarios para poder encontrar las rocas o minerales que puedan ser potencialmente explotados. La explotación de estos recursos se conoce como minería.
La búsqueda de dichas materias ha dado origen a viajes de descubrimiento y colonización de nuevas tierras; su propiedad ha determinado la supremacía comercial o política, y ha sido causa de luchas y guerras. En la búsqueda de estas sustancias minerales se ha ido acumulando gradualmente un caudal de conocimientos sobre su distribución, carácter y lugares donde se encuentran, así como sobre sus usos, y este caudal de conocimientos ha llevado a la formación de teorías sobre su origen.
Los recursos minerales tienen una gran importancia en la vida diaria del hombre actual, ya que estos proveen muchos elementos básicos que ayudan a hacer más fácil la vida moderna y que nos permiten tener calefacción, electricidad, llenar el depósito de combustible de nuestros vehículos, hacer abonos para fertilizar nuestras tierras, obtener materiales para construir viviendas y edificios, producir medicamentos, accesorios, etc.
Los estudios de geología económica o de prospección, se hacen mediante la evaluación geológica de la zona de interés y se complementan con estudios asociados de otras ramas de la geología como la geoquímica, geología estructural, geofísica, sedimentologia, que nos permiten conocer más a fondo el potencial mineralógico y hacer la delimitación y cuantificación de la fuente de material. 
Para que un depósito se pueda considerar económico, debe haber una disponibilidad suficiente de material en el mismo para que sea rentable o justificable su explotación, ya que la inversión necesaria para el desarrollo minero es generalmente considerable. 
La «ley» de un depósito metálico es la relación de cantidad de roca que se requiere para producir una unidad del mineral; por ejemplo, una mina de oro con una ley de 1 g/t requiere de la extracción de una tonelada de mineral para obtener 1 gramo de oro. La rentabilidad del depósito mineral es fuertemente dependiente del precio del mineral o elemento extraído y los costos de producción. En la actualidad, con altos precios de la mayoría de los metales, muchas minas o proyectos que no eran rentables han sido puestos en producción nuevamente.
Aunque normalmente se hace hincapié en yacimientos o depósitos de minerales metálicos (oro, cobre, aluminio, etc.) los depósitos de minerales no-metálicos son de gran importancia en el desarrollo de los países. Elementos como el petróleo, calizas, gravas y otros materiales de construcción son de gran importancia, especialmente en países en vías de desarrollo.
Los depósitos minerales no son infinitos y por lo tanto su explotación se debe hacer en forma racional dentro de un esquema de sostenibilidad para que no se agoten antes de tiempo y evitar que futuras generaciones queden desprovistas de estos recursos. Este aspecto es muy importante para los depósitos de agua potable, ya que este es un recurso vital y cada vez más escaso por la sobreexplotación, la contaminación y otras causas externas como las quemas y la deforestación.

### Astrogeología
La astrogeología, también llamada geología planetaria o exogeología, es la ciencia que estudia la geología de los cuerpos celestes —planetas y sus lunas, asteroides, cometas y meteoritos. 
Los científicos astrogeólogos han acuñado el término cuerpo planetario para designar a todos los cuerpos que cumplan con los siguientes criterios: 
1. Ser lo suficientemente masivos como para que la gravedad haga efecto y el cuerpo sea esférico.
2. Orbitar alrededor de una estrella o remanente de ésta (agujeros negros, estrellas de neutrones, enanas blancas).
3. Haber limpiado la vecindad de su órbita; es decir una dominancia orbital, significando que es el cuerpo dominante y que no hay otros cuerpos de tamaño comparable con excepción de  objetos bajo su influencia gravitacional.

Plutón solo cumple dos de estos tres criterios y por eso es considerado «planeta enano». Esta definición abarca tanto a planetas como a satélites, que son geológicamente iguales.
Eugene Shoemaker, quien introdujo la rama de astrogeología en el Servicio Geológico de los Estados Unidos, realizó importantes contribuciones en el campo y en el estudio de los cráteres de impacto, ciencia lunar, asteroides y cometas.
El envío de sondas espaciales a los diversos cuerpos planetarios de nuestro sistema solar a partir de los años sesenta está proporcionando valiosos datos, de cuyo análisis se deriva una revolución en el conocimiento geológico de nuestro propio planeta, acerca de cómo se formó y cual será el futuro que le espera. Así, la finalidad de la astrogeología es conocer la evolución de los planetas.